# John Loudon McAdam
John Loudon McAdam (Ayr, 21 settembre 1756 – Moffat, 26 novembre 1836) è stato un ingegnere scozzese; fu ispettore delle strade di Bristol (1815) e poi del Regno Unito (1827).

## Biografia
Commerciante, poi ufficiale durante le guerre napoleoniche, solo a una certa età si dedicò alla progettazione e costruzione di strade.
Fu l'inventore del sistema di pavimentazione stradale eponimo, noto come macadam, dalla superficie più liscia, solida e resistente delle tradizionali pavimentazioni basate sul terriccio, che si adattava alle ruote gommate del nascente successivo traffico automobilistico e che ha influenzato il campo delle pavimentazioni stradali fino ai giorni nostri.
Questo metodo innovativo prevedeva l'abolizione delle fondazioni di grosse pietre e suggeriva l'uso di uno strato superficiale il più possibile impermeabile all'acqua, reso compatto con polvere di materiali calcarei.
"Collaudò pertanto, con vantaggio della città e del Paese, il suo nuovo sistema: che aveva sperimentato con caparbia tenacia, suis sumptibus, fin dal 1798. Rifiutò (cortesemente) il titolo di baronetto".